# Liar Game (serie televisiva 2014)
Liar Game (hangeul: 라이어 게임, latinizzazione riveduta: Ra-i-eo Ge-im) è una serie televisiva sudcoreana trasmessa su tvN dal 20 ottobre al 18 novembre 2014, tratta dall'omonimo manga di Shinobu Kaitani.

## Trama
Nam Da-jung, un'ingenua studentessa universitaria, viene invitata a partecipare al reality show "Liar Game", un gioco psicologico di sopravvivenza in cui i concorrenti si ingannano l'un l'altro per riuscire a vincere il premio in denaro di 10 miliardi di won. Tentata dalla possibilità di ripagare i propri debiti, Da-jung accetta l'offerta, ma perde la somma iniziale che le era stata data. Disperata, chiede all'ex-detenuto Ha Woo-jin, ex-professore di psicologia, di aiutarla a vincere il gioco.

## Personaggi
- Nam Da-jung, interpretata da Kim So-eun
Una ragazza ingenua e fiduciosa.
- Ha Woo-jin, interpretato da Lee Sang-yoon
Ex-professore di psicologia all'Università di Seul, esperto nel rilevare i bugiardi. Cerca vendetta per la morte della madre.
- Kang Do-young, interpretato da Shin Sung-rok
Conduttore e ideatore del "Liar Game", un ex-analista finanziario.
- Gu Ja-young, interpretata da Choi Yoon-so
Una giornalista che indaga sul "Liar Game".
- Madre di Woo-jin, interpretata da Kim Young-ae
Presidentessa di una società benefica gestitrice di un orfanotrofio, si è suicidata un anno prima a causa dei troppi debiti.
- Jo Dal-goo, interpretato da Jo Jae-yoon
Strozzino di buon cuore a cui il padre di Da-jung deve molto denaro. È molto affezionato alla ragazza e la metterà in contatto con Woo-jin, suo ex-compagno di cella.
- Nam Yoon-shik, interpretato da Uhm Hyo-sup
Padre di Da-jung, scappato di casa a causa dei debiti.
- Sung-ja, interpretata da Kang Min-kyung
Collega di Da-jung alla caffetteria dove la ragazza lavora part-time.
- Lee Yoon-joo, interpretata da Cha Soo-yeon
Produttrice del "Liar Game".
- Hyun Jung-beom, interpretato da Kim Ik-tae
Professore di Da-jung alle scuole medie e suo primo avversario al "Liar Game".
- Oh Jung-ah/Jaime, interpretata da Lee El
Concorrente del "Liar Game". Venne assunta come aiutante da una delle concorrenti, ma l'ha tradita rubandole il denaro e facendola eliminare, per poi rimpiazzarla.
- Kim Bong-geun, interpretato da Jang Seung-jo
Concorrente del "Liar Game", lavora in politica.
- Choi Sung-joon, interpretato da Lee Shi-hoo
Concorrente del "Liar Game", un giovane hacker.
- Presidente Bae, interpretato da Lee Kyu-bok
Presidente della finanziaria Money Money e capo di Dal-goo.

## Episodi e ascolti
| Episodio | Titolo | Data di trasmissione | Dati AGB |
| -------- | --- | -------------------- | -------- |
| 1        | 제 1라운드 - 5억게임 Ⅰ (Round 1 - Il gioco dei 500 milioni I)                                             | 20 ottobre 2014      | 0,866%   |
| 2        | 제 1라운드 - 5억게임 Ⅱ (Round 1 - Il gioco dei 500 milioni II)                                            | 21 ottobre 2014      | 1,046%   |
| 3        | 제 2라운드 - 소수결 게임 Ⅰ (Round 2 - Il gioco della minoranza I)                                         | 27 ottobre 2014      | 0,903%   |
| 4        | 제 2라운드 - 소수결 게임 Ⅱ (Round 2 - Il gioco della minoranza II)                                        | 28 ottobre 2014      | 1,065%   |
| 5        | 패자부활전 - 정리해고 게임 Ⅰ (Ripescaggio - Il gioco dei cassintegrati I)                                 | 3 novembre 2014      | 0,828%   |
| 6        | 패자부활전 - 정리해고 게임 Ⅱ (Ripescaggio - Il gioco dei cassintegrati II)                                | 4 novembre 2014      | 0,949%   |
| 7        | 제 4라운드 - 대통령 게임 Ⅰ (Round 4 - Il gioco del presidente I)                                          | 10 novembre 2014     | 0,807%   |
| 8        | 제 4라운드 - 대통령 게임 Ⅱ (Round 4 - Il gioco del presidente II)                                         | 11 novembre 2014     | 1,108%   |
| 9        | 제 5라운드 - 밀수 게임 Ⅰ (Round 5 - Il gioco del contrabbando I)                                          | 17 novembre 2014     | 0,907%   |
| 10       | 제 5라운드 - 밀수 게임 Ⅱ (Round 5 - Il gioco del contrabbando II)                                         | 18 novembre 2014     | 1,250%   |
| 11       | 파이널 라운드 - 패자부활전 + 라스트맨 스탠딩 Ⅰ (Round finale - Ripescaggio + l'ultimo rimasto in piedi I) | 24 novembre 2014     | 0,804%   |
| 12       | 파이널 라운드 - 라스트맨 스탠딩 Ⅱ (Round finale - L'ultimo rimasto in piedi II)                           | 25 novembre 2014     | 0,989%   |
| Media    | Media | Media                | 0,960%   |

## Colonna sonora
1. Liar – Dear Cloud
2. Mask  (가면) – Gyun Woo degli M Signal
3. Where Are We? (우리는 어디로) – Joo Hee degli 8Eight
4. Liar (Inst.)
5. Mask (Inst.) (가면 (Inst.))
6. Where Are We? (Inst.) (우리는 어디로 Inst.)

## Riconoscimenti
| Anno | Premio        | Categoria          | Ricevente | Risultato   |
| ---- | ------------- | ------------------ | --------- | ----------- |
| 2015 | tvN go Awards | Craziest character | Lee El    | Candidato/a |